# C/2014 Q2 (Lovejoy)
C/2014 Q2 (Lovejoy) is een komeet die begin 2015 met het blote oog zichtbaar was in het sterrenbeeld Haas, nabij Orion. 

## Eerste waarneming
De komeet werd voor het eerst waargenomen op 17 augustus 2014 door de Australische amateurastronoom Terry Lovejoy met zijn 0,2-meter Schmidt-Cassegrain telescoop. De komeet had toen een schijnbare magnitude van 15 en bevond zich in het zuidelijk sterrenbeeld Achtersteven. Het is de vijfde komeet die is ontdekt door Terry Lovejoy.

## Kleur
De groene kleur van de komeet is te danken aan fluorescentie van C2, di-koolstof, in ultraviolet licht en is niet ongebruikelijk. 

## Helderheid
Tegen december 2014 had de komeet een helderheid van magnitude 7,4 bereikt, waardoor ze met een kleine telescoop of met een goede verrekijker kon waargenomen worden. Tegen het midden van december 2014 kon de komeet met het blote oog gezien worden door ervaren waarnemers. In de periode van 28 tot 29 december scheerde de komeet op 1/3° ogenschijnlijk langs de bolvormige sterrenhoop Messier 79.
Gedurende de maand januari 2015 werd de komeet langzamerhand helderder tot magnitude 4-5. Hiermee is deze komeet de helderste komeet in jaren.

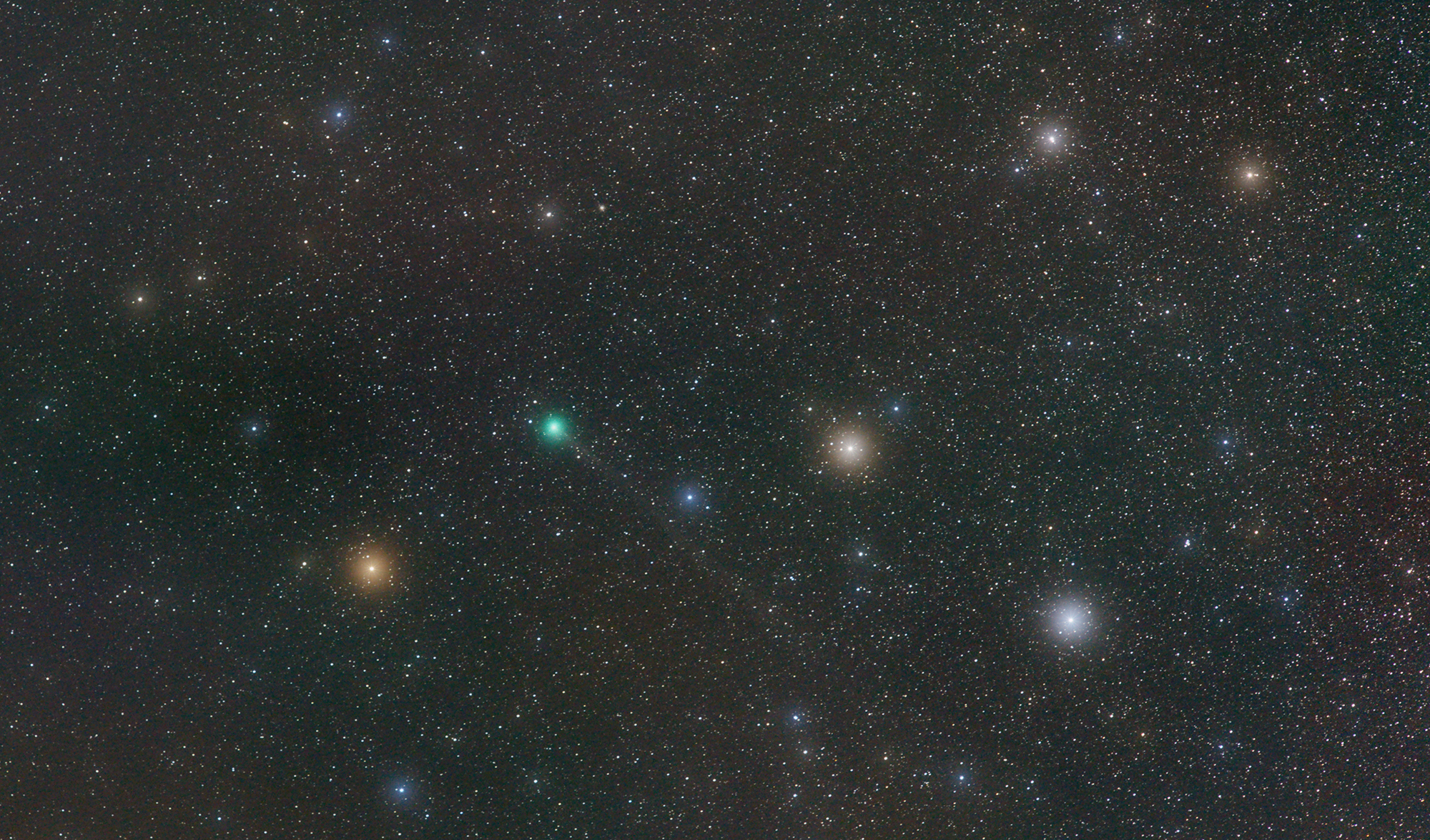
C/2014 Q2 bij het passeren van het sterrenbeeld Haas op 29 december 2014.

Op 7 januari 2015 passeerde de komeet de aarde op ongeveer 70,2 miljoen kilometer afstand (0,469 AE). Dat is de kleinste afstand tijdens deze omloop.

## Baan en omlooptijd
De komeet doorsneed de hemelevenaar op 9 januari 2015 en werd van dan af beter zichtbaar vanaf het noordelijk halfrond. Op 30 januari 2015 bereikte de komeet haar perihelion (de kortste afstand tot de zon) op een afstand van 1,29 AE (ca. 193 miljoen km).
De komeet heeft een zeer lange periode van ongeveer 11.500 jaar, vanaf het moment dat de komeet het zonnestelsel binnenkwam vanuit de Oortwolk (rond 1950). Interacties met de grote planeten langs de baan van de komeet zullen de omlooptijd verkorten tot ongeveer 8000 jaar, bij het verlaten van het zonnestelsel (rond 2050).